# Francesca Fiorentini
Francesca Fiorentini (Roma, 21 luglio 1967) è una doppiatrice italiana.

## Biografia
Francesca Fiorentini è la voce ricorrente di attrici come Gwyneth Paltrow, Olivia Colman, Rosamund Pike, Rosario Dawson, Milla Jovovich, Eva Mendes, Vera Farmiga, Debra Messing, Catherine Zeta-Jones e molte altre.
Ha prestato la voce alle attrici Gwyneth Paltrow nei film del Marvel Cinematic Universe nel ruolo di Pepper Potts, Milla Jovovich in Resident Evil, Salma Hayek in Chiedi alla polvere, Daryl Hannah nel ruolo di Elle Driver nei due capitoli di Kill Bill diretti da Quentin Tarantino, Debra Messing nel ruolo di Grace Adler in Will & Grace, Charisma Carpenter nel ruolo di Cordelia Chase nella serie Buffy l'ammazzavampiri e nel suo spin-off Angel, Amy Brenneman nel ruolo di Amy Gray in Giudice Amy, Teri Hatcher nel ruolo di Susan Mayer in Desperate Housewives, Cote de Pablo nel ruolo di Ziva David nella serie NCIS e Stana Katic nel ruolo di Kate Beckett in Castle, Sara Ramírez nel ruolo di Callie Torres nel medical-drama  Grey's Anatomy e Erica Durance nel medical-drama Saving Hope. Ha preso parte come attrice ad alcune puntate di Un medico in famiglia. Nel luglio 2009 ha vinto il premio Leggio d'oro come voce femminile dell'anno.

### Vita privata
Ex moglie del doppiatore Fabrizio Manfredi, è madre di due figlie, le doppiatrici Eleonora e Beatrice Manfredi.

## Doppiaggio

### Film
- Gwyneth Paltrow in Sliding Doors, Shakespeare in Love, Bounce, Duets, Anniversary Party, Austin Powers in Goldmember, Possession - Una storia romantica, Sylvia, Sky Captain and the World of Tomorrow, Correndo con le forbici in mano, Iron Man, Two Lovers, Iron Man 2, Contagion, Glee: The 3D Concert Movie, The Avengers, Iron Man 3, Mortdecai, Spider-Man: Homecoming, Avengers: Infinity War, Avengers: Endgame
- Milla Jovovich in Giovanna d'Arco, The Million Dollar Hotel, Dummy, Resident Evil, Resident Evil: Apocalypse, Ultraviolet, Resident Evil: Extinction, Palermo Shooting, Il quarto tipo, Stone, Resident Evil: Afterlife, Faces in the Crowd - Frammenti di un omicidio, Resident Evil: Retribution, Survivor, Resident Evil: The Final Chapter, Hellboy, Monster Hunter, Breathe
- Rosario Dawson in He Got Game, La 25ª ora, Il tesoro dell'Amazzonia, Sin City, Rent, Clerks II, Guida per riconoscere i tuoi santi, Grindhouse - A prova di morte, Sette anime, Percy Jackson e gli dei dell'Olimpo - Il ladro di fulmini, Unstoppable - Fuori controllo, Fire with Fire, Non lasciarmi sola, 10 Years, Sin City - Una donna per cui uccidere, Top Five
- Rosamund Pike in Terra promessa, Il caso Thomas Crawford, Il mondo dei replicanti, Johnny English - La rinascita, Non buttiamoci giù, L'amore bugiardo - Gone Girl, A United Kingdom - L'amore che ha cambiato la storia, Hostiles - Ostili, Beirut, A Private War, L'uomo dal cuore di ferro, Radioactive, I Care a Lot, Saltburn
- Eva Mendes in 2 Fast 2 Furious, C'era una volta in Messico, Out of Time, I padroni della notte, Live! - Ascolti record al primo colpo, Cleaner, Il cattivo tenente - Ultima chiamata New Orleans, I poliziotti di riserva, Last Night, Fast & Furious 5
- Catherine Zeta-Jones in Alta fedeltà, Chicago, Prima ti sposo poi ti rovino, The Rebound - Ricomincio dall'amore, Rock of Ages, Quello che so sull'amore, Una ragazza a Las Vegas, L'esercito di papà
- Minnie Driver in Un marito ideale, Hope Springs, La versione di Barney, A prova di matrimonio, Chevalier, The Beekeeper
- Halle Berry in Catwoman, Frankie & Alice, Dark Tide, Kingsman - Il cerchio d'oro, John Wick 3 - Parabellum, Never Let Go - A un passo dal male
- Vera Farmiga in The Departed - Il bene e il male, Il bambino con il pigiama a righe, Special Correspondents, L'uomo sul treno - The Commuter, Captive State, In viaggio con mio figlio
- Gong Li in Memorie di una Geisha, Miami Vice, Hannibal Lecter - Le origini del male, La città proibita, Lettere di uno sconosciuto
- Toni Collette in The Hours, Last Shot, Una voce nella notte, Niente velo per Jasira, Velvet Buzzsaw
- Debra Messing in ...e alla fine arriva Polly, The Wedding Date - L'amore ha il suo prezzo, Le regole del gioco, The Women, Searching, The Alto Knights - I due volti del crimine
- Rachel Weisz in Agora, The Lobster, La luce sugli oceani, Il mistero di Donald C., Disobedience
- Teri Polo in Ti presento i miei, Amore senza confini, Mi presenti i tuoi?, Vi presento i nostri, Beyond
- Emily Mortimer in Pene d'amor perdute, Shutter Island, Hugo Cabret, Spectral, Paddington in Perù
- Carice van Houten in Minouche la gatta, Operazione Valchiria, Intruders, Incarnate - Non potrai nasconderti, Domino
- Cate Blanchett in Falso tracciato, Coffee and Cigarettes, Le avventure acquatiche di Steve Zissou, Little Fish
- Carla Gugino in Omicidio in diretta, Una notte al museo, American Gangster, San Andreas
- Jennifer Lopez in Bordertown, Che cosa aspettarsi quando si aspetta, Il ragazzo della porta accanto
- Elizabeth Banks in Seabiscuit - Un mito senza tempo, The Next Three Days, Quell'idiota di nostro fratello
- Jennifer Connelly in La casa di sabbia e nebbia, Little Children, Reservation Road
- Olga Kurylenko in Quantum of Solace, The Expatriate - In fuga dal nemico, Perfect Day
- Salma Hayek in Inseguiti, Studio 54, Chiedi alla polvere
- Cécile de France in Alta tensione, Il giro del mondo in 80 giorni, Nemico pubblico N. 1 - L'istinto di morte
- Sally Phillips in Il diario di Bridget Jones, Che pasticcio, Bridget Jones!, Bridget Jones's Baby
- Maggie Gyllenhaal in Tata Matilda e il grande botto, Hysteria
- Robin Tunney in Giorni contati - End of Days, Hollywoodland
- Uma Thurman in Gli occhi del delitto, Paycheck
- Daryl Hannah in Kill Bill: Volume 1, Kill Bill: Volume 2
- Bridget Moynahan in Le ragazze del Coyote Ugly, Io, robot
- Audrey Dana in Troppo amici, 11 donne a Parigi
- Olivia Colman in The Iron Lady, Broadchurch
- Julie Bowen in Hubie Halloween, Un tipo imprevedibile 2
- Kate Winslet in Neverland - Un sogno per la vita
- Rashida Jones in I Muppet
- Jennifer Morrison in Star Trek
- Shannon Elizabeth in Scary Movie
- Zoé Félix in Giù al Nord
- Christiane Paul in L'onda
- Rose Byrne in Insidious
- Maura Tierney in Piovuta dal cielo
- Kristin Chenoweth in Tutti insieme inevitabilmente
- Nadja Uhl in La banda Baader Meinhof
- Julie Benz in John Rambo
- Alexandra Maria Lara in Rush
- Teodora Duhovnikova in Undisputed 4 - Il ritorno di Boyka
- Gina McKee in Notting Hill
- Angie Cepeda in L'amore ai tempi del colera
- Radha Mitchell in Silent Hill
- Reese Witherspoon in Come l'acqua per gli elefanti
- Heather Langenkamp in The Butterfly Room - La stanza delle farfalle
- Parker Posey in Laws of Attraction - Matrimonio in appello
- Amber Valletta in Premonition
- Mary Louise Parker in Solitary Man
- Charlotte Gainsbourg in 21 grammi
- Kimberly Williams-Paisley in Il padre della sposa
- Caterina Scorsone in Fuori controllo
- Darlanne Fluegel in C'era una volta in America (ridoppiaggio 2003)
- Elizabeth Berridge in Amadeus (ridoppiaggio)
- Rebecca Pidgeon in Red
- Archie Panjabi in Un'ottima annata - A Good Year
- Alicia Goranson in Boys Don't Cry
- Alice Evans in La carica dei 102 - Un nuovo colpo di coda
- Sasha Alexander in Yes Man
- Anna Friel in Limitless
- Calista Flockhart in Sogno di una notte di mezza estate
- Kelly Preston in Il gatto... e il cappello matto
- Elisabeth Shue in Hates: House at the End of the Street
- Anne Heche in Il mondo di Arthur Newman
- Gretchen Mol in Il giocatore - Rounders
- Heather Wahlquist in Le pagine della nostra vita
- Maria Bello in Third Person
- Aleksa Palladino in The Irishman
- Paz Vega in Grace di Monaco
- Rebecca Hall in Dorian Gray
- Kathryn Hahn in The Visit
- Indira Varma in Basic Instinct 2
- Rhona Mitra in Tutta colpa dell'amore
- Mary McCormack in 1408
- Emmanuelle Chriqui in Super Troopers 2
- Bérénice Bejo in Dopo l'amore
- Takako Matsu in Confessions
- Audrey Fleurot in Quasi amici - Intouchables
- Elsa Pataky in Interceptor
- Chloë Sevigny in Bones and All
- Taylor Schilling in The Prodigy - Il figlio del male
- Soledad Villamil in Goyo
- Gloria Reuben in Firestarter
- Rebecca Calder in Operazione Kandahar
- Diane Kruger in Secret Team 355
- Rosie Perez in Clifford - Il grande cane rosso
- Jennifer Nettles ne L'esorcista - Il credente
- Melissa Ponzio in Teen Wolf - Il film
- Mary Elizabeth Ellis in Fata madrina cercasi
- Veronica Falcón in Imaginary
- Tina Fey in Maggie Moore(s) - Un omicidio di troppo
- Griselda Siciliani in Riposare in pace
- Jennifer Westfeldt in Friends with Kids
- Magdalena Boczarska in Napad - La rapina
- Yumi Asō in Perfect Days
- Victoria Hill in Oh, Canada - I tradimenti

### Film d'animazione
- Tigre in Kung Fu Panda, Kung Fu Panda 2, Kung Fu Panda 3
- Jane Porter in Tarzan, Tarzan & Jane
- Valka in Dragon Trainer 2, Dragon Trainer - Il mondo nascosto
- Longclaw the Owl in Sonic - Il film, Sonic 2 - Il film
- Annie Hughes ne Il gigante di ferro
- Fata Regina in Barbie - Lago dei cigni
- Peggy ne La carica dei 101 II - Macchia, un eroe a Londra
- Arlene in Garfield - Il film
- Jill in Shrek 2
- Victoria Everglot ne La sposa cadavere
- Beth in Boog & Elliot - A caccia di amici
- Rosetta Brewster in Piccolo grande eroe
- Traudel in Lissy - Principessa alla riscossa
- Madre e Altra Madre di Coraline in Coraline e la porta magica
- Computer di Gallaxhar in Mostri contro alieni
- 7 in 9
- Direttrice De Silva in Il figlio di Babbo Natale
- Madre di Jamie ne Le 5 leggende
- Pepper Potts in Iron Man: Rise of Technovore
- Lena Thackleman in Fuga dal pianeta Terra
- Mezzo Oracolo in C'era una volta il Principe Azzurro
- Martha in Hotel Transylvania
- Janet in Il viaggio di Norm
- Trudy Pickering ne La famiglia Addams
- Super Super Big Doctor in Phineas e Ferb: Il film - Candace contro l'Universo
- Moll MacTíre in Wolfwalkers - Il popolo dei lupi
- Camilla Hombee/Victory in Miraculous World: New York, Eroi Uniti
- Rosa in The House
- Ethal in Garfield - Una missione gustosa
- Willa Winters in IF - Gli amici immaginari
- Pam in Wolfs - Lupi solitari

### Serie televisive
- Rosario Dawson in Daredevil, Jessica Jones, Luke Cage, Iron Fist, The Defenders, Jane the Virgin
- Debra Messing in Will & Grace, The Starter Wife, Smash, The Mysteries of Laura
- Robin Tunney in Prison Break, Il destino dei Kissels, The Fix
- Charisma Carpenter in Buffy l'ammazzavampiri, Angel, The Lying Game
- Suranne Jones in Gentleman Jack - Nessuna mi ha mai detto di no, Doctor Foster, Save me
- Sara Martins in Delitto ai Caraibi, Delitti in Paradiso, Those About to Die
- Stana Katic in Castle - Detective tra le righe, Absentia
- Naomi Campbell in Empire, American Horror Story: Hotel
- Catherine Zeta-Jones in Feud, Mercoledì, Il mistero dei Templari - La serie
- Taylor Schilling in Mercy, Orange Is the New Black
- Minnie Driver in Speechless, The Witcher: Blood Origin
- Olivia Colman in Broadchurch, Secret Invasion
- Sarah Rafferty in Chicago Med
- Hilary Swank in Beverly Hills 90210
- Carmen Ejogo in The Penguin
- Audrey Dana in Zorro
- Emily Mortimer in The Newsroom
- Josie Bissett in Melrose Place
- Nina Repeta e Bianca Kajlich in Dawson's Creek
- Melissa Ponzio in Teen Wolf
- Ashley Judd in Missing
- Teri Hatcher in Desperate Housewives
- Amber Tamblyn in The Unusuals - I soliti sospetti
- Betsy Brandt in Breaking Bad
- Amy Brenneman in Giudice Amy
- Toni Acosta in Paso adelante
- Cote de Pablo in NCIS - Unità anticrimine
- Rochel Ayes in The Forgotten
- Elisabeth Shue in CSI - Scena del crimine
- Tina Fey in 30 Rock
- Sherri Shepherd in K.C. Agente Segreto
- Ana Ortiz in Ugly Betty
- Elizabeth Banks in Scrubs - Medici ai primi ferri
- Tricia Helfer in Battlestar Galactica
- Keeley Hawes in Ashes to Ashes
- Kristin Bauer van Straten in C'era una volta
- Emily Swallow in The Mentalist
- Caitriona Balfe in Outlander
- Lizzy Caplan in Masters of Sex
- Julie Claire in Devious Maids - Panni sporchi a Beverly Hills
- Keri Russell in The Americans
- Jennifer Lopez in Shades of Blue
- Lindy Booth in The Librarians
- Mariela Alcalá in Cuore ferito
- Sara Ramírez in Grey's Anatomy
- Wendi McLendon-Covey in The Goldbergs
- Nina Kronjäger in Dark
- Daniella Alonso in The Night Shift
- Joy Bryant in For Life
- Simran in Citadel: Honey Bunny
- Karimah Westbrook in All American
- Carla Gugino in The Haunting
- Parker Posey in Tales of the Walking Dead
- Marta Milans ne I favoriti di Mida[2]
- Lana Parrilla in Avvocato di difesa - The Lincoln Lawyer
- Karina Lombard in The L Word[3]
- Hannah Waddingham in Tom Jones - Una storia d'amore
- Mieko Hillman in Tyler Perry's Young Dylan
- Olivia Williams in Dune: Prophecy
- Anne-Marie Duff in Bad Sisters
- Indira Varma in Disclaimer - La vita perfetta

### Film TV
- Julie Benz in Tenuta in ostaggio
- Missi Pyle in Mamma, ho allagato la casa
- Diane Neal in Il mio finto fidanzato

### Soap opera
- Evrim Doğan in Love is in the Air
- Jennifer Gareis in Beautiful

### Cartoni animati
- Janera in Combattler V
- Principe Dexter in Little Wizard
- Margot in Ti voglio bene Denver
- Rune Venus in El Hazard: The Magnificent World
- Antoinette "Tony" Dubois (2ª voce) in Reporter Blues
- Alesa in Eat-Man
- Lady Tokimi in Chi ha bisogno di Tenchi?
- Mei Ohmori in Neoranga - L'arcana divinità del mare del sud
- Alice in Cinderella Boy
- Yoko Wakana in Full Metal Panic? Fumoffu
- Kyoko Zeppelin Soryu in Neon Genesis Evangelion
- Ran Asuka in Devillady
- Tigre in Kung Fu Panda - Mitiche avventure
- Voce della rete in Tron - La serie
- Capitano Candace Beakman in T.O.T.S. - Trasporto Organizzato Teneri Supercuccioli
- Settima Sorella in Star Wars Rebels
- Jane Porter in La leggenda di Tarzan
- Ukyo Kuonji in Ranma ½
- Honey Kisaragi/Cutie Honey in Shin Cutie Honey
- Nina (doppiaggio 2005) in Charlotte
- Regina Mala in Dragons
- Ribes in La collina dei conigli
- Mamma Moomin in Moominvalley
- Nikita in Yasuke
- Dottoressa Farrah Braun in Mulligan
- B'Shara Bunny in Tiny Toons Looniversity
- Meadow Spriggs in Trolls: TrollsTopia
- Puck in Secret Level

### Videogiochi
- Dottie ne La carica dei 102: Cuccioli alla riscossa[4]
- Sally Carrera in Cars - Motori ruggenti[5]